# 松永高司
松永 高司（まつなが たかし、1936年（昭和11年）6月6日 - 2009年（平成21年）7月11日）は、日本の実業家。
「松永四兄弟」の三男であり、兄弟で全日本女子プロレスを創業し。、社長・会長を務めた。
「女子プロレスの父」「ミスター女子プロレス」の異名を持つ。

## 生涯

### 生い立ち
1936年（昭和11年）6月6日、東京都目黒区に生まれる。
父親は三重県津市の呉服屋生まれの洋品屋を営む松永松次郎。母親は宮城県仙台市出身で上京して看護婦をしていた松永トヨ。
父・松次郎は子どもに厳しく、高司は毎日のように殴られていた。母・トヨは体重が120～130kgもある対格が大きな母親であり、父・松次郎が怒っていた時は子どもたちをかばい、お酒が入っていた時は年中夫婦ゲンカをしていた。強情で頑固な母親だったが、家族みんな母・トヨを慕っていた。
母親の出身地である仙台へ疎開した後、終戦後は中目黒にあった学校へ、そして目黒の油面小学校に通い、それから家の近くに出来た目黒区立第四中学校に通った。けれどもただ学校に通っていただけで、勉強はからきし出来なかった。学校では出来の悪い連中を10人くらい集めて子分にして強い奴から守りながら番長格となっていた。

### 格闘技から女子プロレスへ
家の近くの中目黒区役所のところに柔道の道場があった。小学校４年生の頃から始めた柔道は、存分に暴れられるのが楽しくて兄弟で通っていた。毎月講道館で試合があり兄弟でずっと出ていた。また知らない道場へ行き出稽古もやった。
中学卒業後、家業の洋品店を手伝いながら、妹の吉葉礼子が女子プロレスラーとしてデビューしたのを機に、18歳で1954年（昭和29年）から松永家の兄弟4人で女子プロレスの世界に飛び込む。同年発足した「全日本女子プロレス協会」から「道場へ来てくれ」と請われ、女子選手相手にコーチを務めるようになった。後にレフェリーも務めるようになった。
またこの頃に兄・健司と共に「見世物」である「柔拳」の試合に出るようになった。しかし柔拳の試合に出てギャラを貰っているのが柔道道場にばれ、兄弟全員が破門されてしまった。柔道が出来なくなった後は、柔拳の試合の糧にするために家の近くにあった「笹崎拳闘俱楽部」に通いボクシングを習った。沖縄県へ柔拳の興行へ遠征した時にボクサーとして試合をしたこともあった。
戦争が終わってから10年も経っていなかった。皆、食っていくのがやっとの時代だった。それまでに習った柔道や柔拳やボクシングを用いて。「食っていくために」女子プロレスを、女子プロレスラーを育てていくことになる。

### 女子プロレス黎明期
最初期の女子プロレスは「見世物」であり、ナイトクラブやストリップ劇場が試合会場だった4名の女子プロレスラーと、2名の小人プロレスラーが八畳ほどのマットの上で試合をした。高司はレフェリー兼リングアナウンサーの二足の草鞋を履いて、1ヶ所5日ずつ、それこそ休み無しで全国をドサ回りをした。ピンク映画の幕間に試合をしたこともあった。
またNWAと提携を結び、ファビュラス・ムーラの来日を実現させた。

### 「全日本女子プロレス」旗揚げ
1968年（昭和43年）、高司が中心となって万年東一
とともにいくつかあった女子プロレス団体を纏め上げ「全日本女子プロレス興業」を創設。社長に就任した。この時、日女のほとんどのレスラーが松永を慕い、旗揚げに参加した。
しかし「ドサ回り時代」のツケは大きく、体育館に興行を申し入れても「劇場ではないから貸せません」と門前払いを食らった。それでも「女子プロレスは歴としたスポーツです」と説得しやっと興行に漕ぎ着け、次の会場確保の説得材料とした。
この当時の観客は男性ばかりで、胸や性的な箇所の露出を要求された選手が花道を進むとあちこちから手が伸び、選手が客の下敷きになり体中を触られた。乱闘は選手同士ではなく、選手と客の間で起こるものだった。

### 「女子プロレス」と共に
万年の辞任後の1987年（昭和62年）から会長を歴任した。
「ピストル（男子プロレスでのガチンコ）」「三禁（禁酒・禁煙・禁男）」「25歳定年制」を提唱し、さらにフジテレビでの試合中継も実現させて女子プロブームを興した。
また地方興行や全女事務所の車庫で行われたガレージマッチでは、松永社長が自ら出向いて焼きそばを作ることでも有名だった。
平成になり1990年代に入ると、目の肥えたファンが増えた。男子プロレスと同等に女子プロレスも面白いと認めてくれるようになった。観客か選手を大切に見守ってくれるようになった、と感じるようになった。お客さんが選手を育ててくれる。40年もの間の経験によりこの信念が培われた。
2005年（平成17年）4月、資金繰りの悪化と体調不良のため全女会長を勇退し、全女を解散した。

### 晩年
以降は神田駅近くでおでん屋を営んだ後、療養に入る。全女のWWWA世界シングルのベルトは、松永と旧知の仲で色々と若手の世話をした人物におでん屋を譲ってくれた礼として預けており「タダでは何だからと思って」と、20万円から30万円程度の当時欲しかった金を代わりに貰っていた。
2009年（平成21年）7月11日
16時56分、間質性肺炎のため東京都大田区の東邦大学医療センター大森病院で死去。73歳没。その際に「もう一度横浜アリーナでやりたい」と長与千種に遺言を託した。

## 松永家
全女は松永家による同族経営であり、高司が中心を担い4兄弟及びその親族が役員に名を連ねていた。特に次男・健司、三男・高司、四男・国松、五男・俊国は「松永四兄弟」として有名となった。更に配偶者や女性の親族にも元女子プロレスラーが多い。
- 長男[25][29] - 1932年（昭和7年）生まれ[3]。全女立ち上げの時点で電気関係の会社を経営していたため[29][28][25]全女の経営には関わらなかった[29][28][6]。北斗晶などの元全女女子プロレスラーたちからは「よっちゃんパパ」と呼ばれている[6]。
  - 長男の妻：奄美百合子 - 元女子プロレスラー。
  - 長男の息子 - 一時期、1980年代の全女看板女子プロレスラーであったミミ萩原と結婚していた。
- 次男：松永健司[3][4][6][25] - 全女副会長[6]。大人しく温厚な人物で、幼い頃から高司の言いなりであり、1回もケンカをしたことがなかったという[11]。全女立ち上げ時に電気会社の下請けの下請けを辞め、国松や俊国と共に全女経営に参加した[29]。全女では「ミスター郭」のリングネームでレフェリーも務めた[28]。2020年（令和2年）2月6日、肺炎のため死去[30]。
  - 長男：ボブ矢沢 - レフェリー。本名は松永太。
  - 妻の姪：京愛子 - 元女子プロレスラー
- 三男：松永高司[6][26][25] - 全女会長[6]。
  - 高司の妻：遠藤恵子[31][32] - とある柔道道場が持っていた女子プロレス団体の一員だった[32]。1956年（昭和31年）に女子プロレスラーとしてデビューした[33][34]。悪役を担当していた[31]。夫・高司とは恋愛結婚であり[32]、女子プロレス稼業に専念していた高司が30歳の時に、高司の目の前に現れたのが恵子だった[32]。全女旗揚げ後は選手の世話や事務作業もこなし夫を支えた[32]。長女を出産する際に妊娠3か月目まで身篭もったまま試合に出場し[32]、長女出産後も時折試合に出ることがあったという[32]。
- 長女：吉葉礼子[4][25] - 元プロ女子レスラー。
  - 長女：影かほる - 元女子プロレスラー
- 次女：山口洋子[4] - 元女子プロレスラー。1989年（平成元年）10月、膀胱癌のため死去[4]。享年50[4]。
- 四男：松永国松[35][36][6][37][25] - 1941年（昭和16年）8月30日、東京都目黒区生まれ[37]。プロボクサーとして活動後[37]、兄・高司らと共に全女を設立[37][35]。元は全女の巡業時の責任者：ロードマネージャーであり[35][36][37]マッチメイクを担当[36][35][37]。その他、コーチや[36]「ジミー加山」のリングネームでメインレフェリーも務めた[37][35][28][7]。また全女の選手管理部長を務め「国マネージャー」と呼ばれ選手たちから慕われた[35]。長与千種の「女子プロレスラーとしての育ての親」であり、長与千種は松永国松の最高傑作と言われている[7]。長く副社長を務めていたが[38]、全女解散時の直前には社長も務めた[6][37]。全女解散から4ヶ月後の2005年（平成17年）8月17日、品川区内のビルから飛び降り自殺を図り死去[35][36][4][7][6][37]。享年63[4][6][37]。
  - 妻：赤城マリ子（2代目赤木まり子） - 元女子プロレスラー。国松が自死する数ヶ月前に離婚したと言われている[35]。
- 五男：松永俊国[35][36][4][6][39] - 全女専務[6]。逝去時は社長[39][35]。全女レフリーの中心的人物であり審判部長を務めた[28]。2002年（平成14年）9月22日[35][39]、心不全のため死去[35][4][39][25]享年57[35][4][39]。
  - 次男：松永正嗣[40] - 取締役・渉外担当
- 従姉妹：ジャンボ宮本 - 元女子プロレスラー、岡田京子 - 元女子プロレスラー
- 遠戚：初代赤木まり子 - 元女子プロレスラー

現在は長男を含めた5兄弟が東京都目黒区にある円融寺に眠っている。

## 著書
- 松永高司（述）『女子プロレス 終わらない夢　全日本女子プロレス元会長 松永高司』扶桑社、2008年2月20日。ISBN 9784594055806。

## 登場作品
- 極悪女王（2024年、Netflix配信ドラマ） - 演：村上淳[42]

：「松永兄弟」は本来なら「4兄弟」であるが、監督の白石和彌によれば、本当は4人とも描きたかったが、本編の尺の都合により4人を混ぜ合わせて「3兄弟」に分けられ描かれた。そしてドラマ内で全女関係者が全員が悪徳な人物に描くのはやめ、3兄弟は皆、基本的にはプロレスが好きだが、金儲けが絡むと色々とおかしくなっていくが、その中でも「足元がぶれない人物」として松永高司は描かれた。また本作品のプロレススーパーバイザーを務めた長与千種により「松永兄弟」と松永高司の人物監修と演技指導が行われた。